# 22184 Rudolfveltman
22184 Rudolfveltman este un asteroid din centura principală de asteroizi.

## Descriere
22184 Rudolfveltman este un asteroid din centura principală de asteroizi. A fost descoperit pe 22 decembrie 2000 la Stația Anderson Mesa în cadrul programului LONEOS. Asteroidul prezintă o orbită caracterizată de o semiaxă mare de 2,26 ua, o excentricitate de 0,18 și o înclinație de 10,4° în raport cu ecliptica.